# Mount Pleasant, Wisconsin
Mount Pleasant är en ort i Racine County i delstaten Wisconsin, USA.